# Zarin
Zarin è un membro della razza degli Eterni, che vivono nell'Universo Marvel.
Il personaggio, creato da Jack Kirby, è apparso per la prima volta in Eternals 11 (maggio 1977), e in seguito in Eternals 12-14 (giugno-agosto 1977), Avengers 246-248 (agosto-ottobre 1984) e Eternals: Herod Factor (novembre 1991).
Zarin, prima di partire per lo spazio assieme ad altri Eterni per formare l'Uni-Mente, viveva nella cittadella Polare degli Eterni ed era uno dei leader militari, un pilota e l'aiutante di Valkin.